# 西亨普斯特德 (紐約州)
西亨普斯特德（英語：West Hempstead）是位於美國紐約州拿騷縣的普查規定居民點。

## 人口
根據2020年美國人口普查的數據，西亨普斯特德的面積為7.07平方千米，當中陸地面積為6.88平方千米，而水域面積為0.18平方千米。當地共有人口19835人，而人口密度為每平方千米2,805.52人。